# Сарымовка
Сарымовка — деревня в Моршанском районе Тамбовской области России. Входит в состав Куликовского сельсовета.

## География
Деревня находится в северной части области, в лесостепной зоне, в пределах Окско-Донской низменной равнины, на правом берегу реки Пячка, на расстоянии примерно 15 км (по прямой) к северо-западу от города Моршанск, административного центра района. Абсолютная высота — 138 м над уровнем моря.

### Климат
Климат умеренно континентальный, относительно сухой, с холодной продолжительной зимой и тёплым летом. Средняя температура воздуха самого холодного месяца (января) — −11,3 °C (абсолютный минимум — −43 °C); самого тёплого месяца (июля) — 19,7 °C (абсолютный максимум — 39 °С). Период с положительной температурой выше 10 °C длится 145 дней. Среднегодовое количество атмосферных осадков составляет около 547 мм. Продолжительность залегания снежного покрова составляет в среднем 138 дней.

### Часовой пояс
Деревня Сарымовка, как и вся Тамбовская область, находится в часовой зоне МСК (московское время). Смещение применяемого времени относительно UTC составляет +3:00.

## Население
| 2002 | 2010 |
| ---- | ---- |
| 208  | ↘166 |

### Половой состав
По данным Всероссийской переписи населения 2010 года, в гендерной структуре населения мужчины составляли 39,8 %, женщины — соответственно 60,2 %.

### Национальный состав
Согласно результатам переписи 2002 года, в национальной структуре населения русские составляли 98 % из 208 чел.